# Pescueza (kommunhuvudort)
Pescueza är en kommunhuvudort i Spanien.   Den ligger i provinsen Provincia de Cáceres och regionen Extremadura, i den centrala delen av landet, 260 km väster om huvudstaden Madrid. Pescueza ligger 337 meter över havet och antalet invånare är 170.
Terrängen runt Pescueza är huvudsakligen platt, men västerut är den kuperad. Runt Pescueza är det mycket glesbefolkat, med 3 invånare per kvadratkilometer. Närmaste större samhälle är Coria, 11,9 km nordost om Pescueza. Omgivningarna runt Pescueza är huvudsakligen savann.